# Emsalinur Kadınefendi
Emsalinur Kadınefendi, (1866 – 1950), po roce 1934 civilním jménem Emsalinur Kaya, byla osmá manželka osmanského sultána Abdulhamida II.

## Mládí
Emsalinur se narodila v roce 1866 v Kavkazu. Její otec se jmenoval Ömer Bey nebo Mehmed Bey. Měla mladší sestru Tesrid Hanim, která byla v roce 1894 provdána za Şehzade Ibrahima Tevfika, syna Şehzade Burhaneddina a vnuka sultána Abdulmecida I.

## Manželství
Emsalinur se provdala za sultána Abdulhamida v roce 1855 v paláci Yıldız a získala titul šesté ikbal. Po roce manželství porodila své jediné dítě, dceru Şadiye Sultan. V roce 1895 byla povýšena na pátou ikbal. V roce 1901 byla poté čtvrtou ikbal.
Dne 27. dubna 1909 byl její manžel sesazen z trůnu a byl vyhnán do exilu do Soluně. Emsalinur jej nenásledovala a zůstala v Istanbulu. Poté, co Soluň v roce 1912 připadla Řecku, se Abdulhamid vrátil do Istanbulu a usadil se v paláci Beylerbeyi, kde v roce 1918 zemřel.

## Ovdovění a smrt
V roce 1924 byla celá dynastie vyhoštěna z nově vzniklého Turecka. Emsalinur spolu s dcerou odešla do Paříže. Nicméně zde žila jen tři roky a poté se vrátila zpět do Istanbulu, kde se s dcerou usadila ve čtvrti Nişantaşı.
V roce 1934 byla v Turecku zavedena reforma příjmení a místo titulu Kadınefendi přijala příjmení Kaya. Poté, co bylo její sídlo prodáno ministerstvem financí se Emsalinur usadila v sídle své vnučky v Erenköy, které známe jako sídlo Galipa Paši. Usedlost ale byla v roce 1948 prodána Sabize Gökçen, první ženské pilotce vojenského letadla. Z Emsalinur se tak stala bezdomovkyně.
Vláda vyčlenila pro Emsalinur sto lir měsíčně. S touto částkou pro ni bylo obtížné najít si pronájem. V roce 1950 zemřela jako bezdomovkyně ve věku 84 let a byla pohřbena na hřbitově Yahyi Efendiho v Istanbulu. Její dcera ji přežila o 25 let a zemřela v roce 1977.